# ATP Challenger Parma-3
Das ATP Challenger Parma-3 (offizieller Name: Parma Challenger) war ein 2022 einmalig stattfindendes Tennisturnier in Parma, Italien. Es war Teil der ATP Challenger Tour und wurde im Freien auf Sand ausgetragen.

## Liste der Sieger

### Einzel
| Jahr | Sieger         | Finalgegner   | Ergebnis       |
| ---- | -------------- | ------------- | -------------- |
| 2022 | Timofei Skatow | Jozef Kovalík | 7:5, 6:72, 6:4 |

### Doppel
| Jahr | Sieger                      | Finalgegner                      | Ergebnis |
| ---- | --------------------------- | -------------------------------- | -------- |
| 2022 | Tomislav Brkić Nikola Čačić | Luis David Martínez Igor Zelenay | 6:2, 6:2 |